# Alberto Razzetti
Alberto Razzetti (* 2. Juni 1999 in Lavagna, Metropolitanstadt Genua) ist ein italienischer Schwimmer, spezialisiert auf Schmetterling und Lagen.

## Leben
Razzetti studierte 2024 Ingenieurwesen an der Universität Genua.

## Erfolge als Schwimmer
Razzetti schwimmt seit 2015 für die italienische Nationalmannschaft. Im Jahr 2020 brach er den damals elf Jahre alten italienischen Rekord über 200 m Lagen und sicherte sich damit die Fahrkarte zu den 2021 ausgetragenen Olympischen Spielen in Tokio, wo er aber ohne Medaille blieb. In den folgenden Jahren schwamm er bei Welt- und Europameisterschaften zu bisher insgesamt zwei Weltmeisterschafts- und drei Europameisterschaftsmedaillen, darunter eine Goldmedaille bei der Europameisterschaft in Rom 2022 über 400 m Lagen. Mit seiner Bronzemedaille bei der Weltmeisterschaft in Doha 2024 war er der erste Italiener überhaupt, der bei Weltmeisterschaften über 200 m Schmetterling auf dem Podium stand.
Für die Olympischen Spiele 2024 qualifizierte sich Razzetti, indem er erneut den – diesmal seinen eigenen – italienischen Rekord über 200 m Lagen verbesserte. Bei den Spielen in Paris erreichte er über 200 m Schmetterling und 200 m und 400 m Lagen die Endläufe, blieb aber auch diesmal ohne olympische Medaille.